# Hannu Pikkarainen
Hannu Pikkarainen (* 13. Oktober 1983 in Helsinki) ist ein ehemaliger finnischer Eishockeyspieler, der unter anderem zwei Jahre lang bei den Schwenninger Wild Wings und Iserlohn Roosters in der Deutschen Eishockey Liga spielte.

## Karriere
Hannu Pikkarainen begann seine Karriere als Eishockeyspieler in seiner Heimatstadt in der Nachwuchsabteilung des HIFK Helsinki, für dessen Profimannschaft er von 2002 bis 2006 in der SM-liiga, der höchsten finnischen Spielklasse, aktiv war. Bereits im August 2005 hatte der Verteidiger einen Zweijahresvertrag bei den New York Rangers aus der National Hockey League unterschrieben, wurde jedoch zunächst von den Rangers für ein weiteres Jahr an seinen Stammclub HIFK verliehen. Zur Saison 2006/07 wurde er schließlich nach Nordamerika beordert, konnte sich dort allerdings nicht durchsetzen und bestritt in der gesamten Spielzeit für die Farmteams New Yorks, das Hartford Wolf Pack aus der American Hockey League und die Charlotte Checkers aus der ECHL insgesamt nur 21 Spiele, in denen er zwölf Scorerpunkte erzielte.
Von 2007 bis 2009 kehrte Pikkarainen zum HIFK Helsinki zurück. Daraufhin wechselte er in die schwedische Elitserien, wo er die Saison 2009/10 bei MODO Hockey als Stammspieler verbrachte. Mit 43 Scorerpunkten, davon elf Tore, in 50 Spielen konnte er sich für einen Vertrag in der Kontinentalen Hockey-Liga empfehlen und wurde schließlich für die Saison 2010/11 vom belarussischen Klub HK Dinamo Minsk verpflichtet. Nach 16 KHL-Einsätzen in drei Monaten wurde Pikkarainen im Dezember 2010 von Dinamo entlassen. Zwei Tage später wurde er erneut von MODO Hockey aus der Elitserien verpflichtet, für das er bis Saisonende spielte. Zur Saison 2011/12 wechselte er zu dessen Ligarivalen Skellefteå AIK. Nach einem Jahr wechselte er nach Finnland zurück und schloss sich dem Erstligisten TPS an, wo er die Saison 2012/13 absolvierte. Anschließend ging er wieder ins Ausland, spielte für den kroatischen KHL-Vertreter Medvescak Zagreb, gefolgt von einem Engagement bei Leksands IF in Schweden.
Die Saison 2014/15 verbrachte er bei seinem Heimatverein HIFK in der finnischen Liiga und wechselte nach dem Abschluss der Spielzeit in die Deutsche Eishockey Liga. Er unterschrieb einen Einjahresvertrag bei den Schwenninger Wild Wings. Nach dessen Erfüllung nahm er das Angebot eines anderen DEL-Vereins an und unterschrieb im Mai 2016 einen Vertrag bei den Iserlohn Roosters. Nach seiner zweiten Saison in Deutschland kehrte er in sein Heimatland zurück und schloss sich Mikkelin Jukurit an. Sein Vertrag wurde im Dezember 2017 aufgelöst. Nachdem er im Frühjahr 2018 dem Viertligisten Kiekkokopla noch in den Playoffs ausgeholfen hatte, beendete er seine Karriere.

### International
Für Finnland nahm Pikkarainen 2007 an drei Spielen der Euro Hockey Tour teil, bei der er mit seiner Mannschaft den vierten und somit letzten Platz belegte.

## Karrierestatistik
(Legende zur Spielerstatistik: Sp oder GP = absolvierte Spiele; T oder G = erzielte Tore; V oder A = erzielte Assists; Pkt oder Pts = erzielte Scorerpunkte; SM oder PIM = erhaltene Strafminuten; +/− = Plus/Minus-Bilanz; PP = erzielte Überzahltore; SH = erzielte Unterzahltore; GW = erzielte Siegtore; 1 Play-downs/Relegation; Kursiv: Statistik nicht vollständig)